# Andorra (Spanyolország)
Andorra, Teruel település Spanyolországban, Teruel tartományban. Andorra Alcañiz, Albalate del Arzobispo, Alloza, Híjar, Alcorisa, Los Olmos és Ariño községekkel határos. Lakosainak száma 7258 fő (2024).

## Népesség
A település lakosságának változását az alábbi diagram mutatja:
| Lakosok száma | 7887 | 7883 | 8156 | 8403 | 8266 | 8148 | 7799 | 7472 | 7201 | 7258 |
|               | 2001 | 2004 | 2007 | 2009 | 2012 | 2014 | 2017 | 2019 | 2022 | 2024 |